# 欲 (仏教)
仏教における欲（よく）、チャンダ (巴: Chanda）とは、意図、関心、行動したいという願望を指す 。
アビダルマにおいて、チャンダは以下とされている。
- 上座部仏教アビダルマにおける六雑心所のひとつ。その伝統においてチャンダは、対になって組合わされる要因に応じて、プラスまたはマイナスの結果をもたらす可能性をもつ。
- 説一切有部アビダルマにおける十大地法（mahā-bhūmika）のひとつ[2]。
- 大乗仏教アビダルマにおける別境心所（viṣayaniyata）のひとつ。
- チベット仏教サマタ瞑想における、８つの解毒剤の一つ。

また以下の複合語を形成する。
- kama-chanda （欲愛,貪欲） - カーマ（五感）からの情報を恋しがる。五蓋、五下分結のひとつ[2]。
- chanda-raga  - 阿毘達磨倶舎論では「chanda-rāga が取（upādāna）である」と説く[2]。